# Выселки (Самарская область)
Выселки — село Ставропольского района Самарской области. Центр и единственный населённый пункт одноимённого сельского поселения.

## История
Село основано русскими, татарскими и чувашскими поселенцами, обосновавшимися у озера Сускан. Они проживали в трёх деревнях, входивших в одно сельское общество: чувашском Сускане, русской Ивановке и татарской Бритовке.

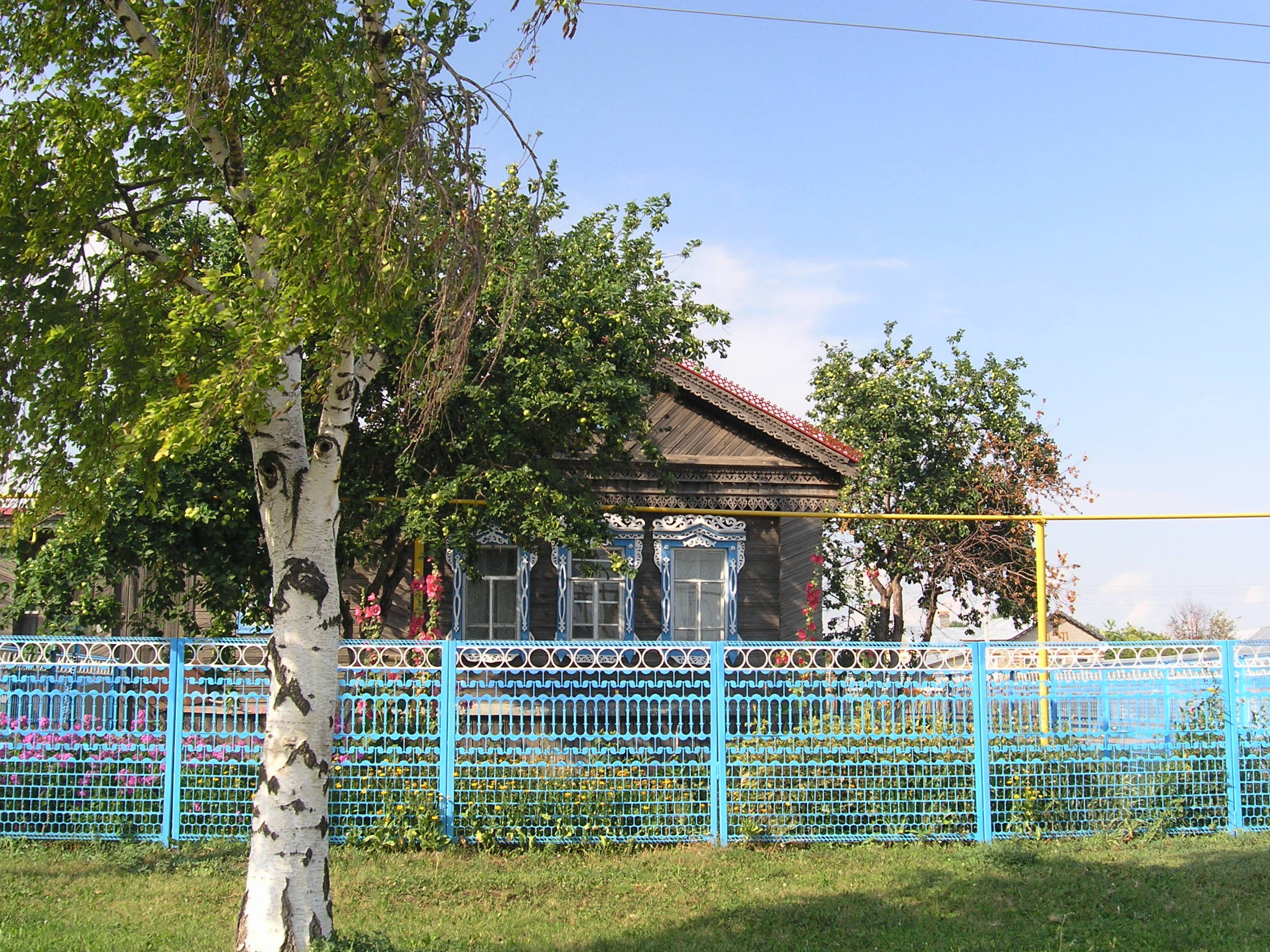
Жилой дом в селе

На момент основания в Сускане числилось 110 экономических крестьян, Ивановке — 123 крестьянина, в Бритовке — 104 человека некрещеных служилых татар.
До 1864 года, когда на средства прихожан была построена деревянная Михайло-Архангельская церковь, православные жители деревни относились к приходу Троицкого собора Ставрополя.
На 1884 год в Выселках были бондарная мастерская, две кузницы, девять лавок, две ткацкие, шерстобитная три сапожные мастерские, 6 мельниц.
С 1864 года действовала школа, сначала на 15 учащихся, а к 1884 году уже на 40 учеников.
28 марта 1918 года в селе была провозглашена Советская власть. Но уже спустя год в 1919 году значительная часть крестьян приняла участие в Чапанной войне на стороне восставших. Сформированный отряд имел на вооружении около 300 винтовок и большой запас патронов. В бою крестьянам удалось дать отпор частям Красной Армии и даже захватить в плен 20 красноармейцев. В самом селе были разогнаны комитет бедноты, большевики были изгнаны из совета, не обошлось и без террора.
В 1920 году население села имело 262 коровы, 178 лошадей, 259 голов мелкого скота, 10797 га пахотных земель и 2020 га лугов. Однако вскоре в Поволжье начался голод. Всеукраинский комитет помощи голодающим открыл в Выселкской волости 3 питательных пункта и 4 столовых, тем не менее на заседании 15 ноября 1921 ставропольский укомпомгол отмечал, что в Выселкской волости голодают 1550 человек. К 1922 году население села сократилось в полтора раза.
В 1929 году были созданы колхозы имени Красной Армии и «Коммунизм юлы» — «Красная звезда». В 1959 году они были объединены в колхоз «Дружба».
1 июля 1954 года  произошло слияние сельсоветов Светло-Озерского, Русско-Выселкского и Татарско-Выселкского, так образовался единый Выселкский сельсовет.
К 1964 году в Выселках за счёт средств колхоза были построены два клуба, школьная мастерская, интернат, 10  квартир для учителей, теплофицированы здания средней и восьмилетней школ.
По итогам 1974 года колхозу присуждено переходящее Красное Знамя ЦК КПСС, Совета Министров СССР, ВЦСПС и ЦК ВЛКСМ.
20 декабря 1997 года в селе была открыта новая мечеть, по размерам вторая в Самарской области. С 2011 года близ села, расположены таунхаусы, жилого массива «Берёзовка».

## Население

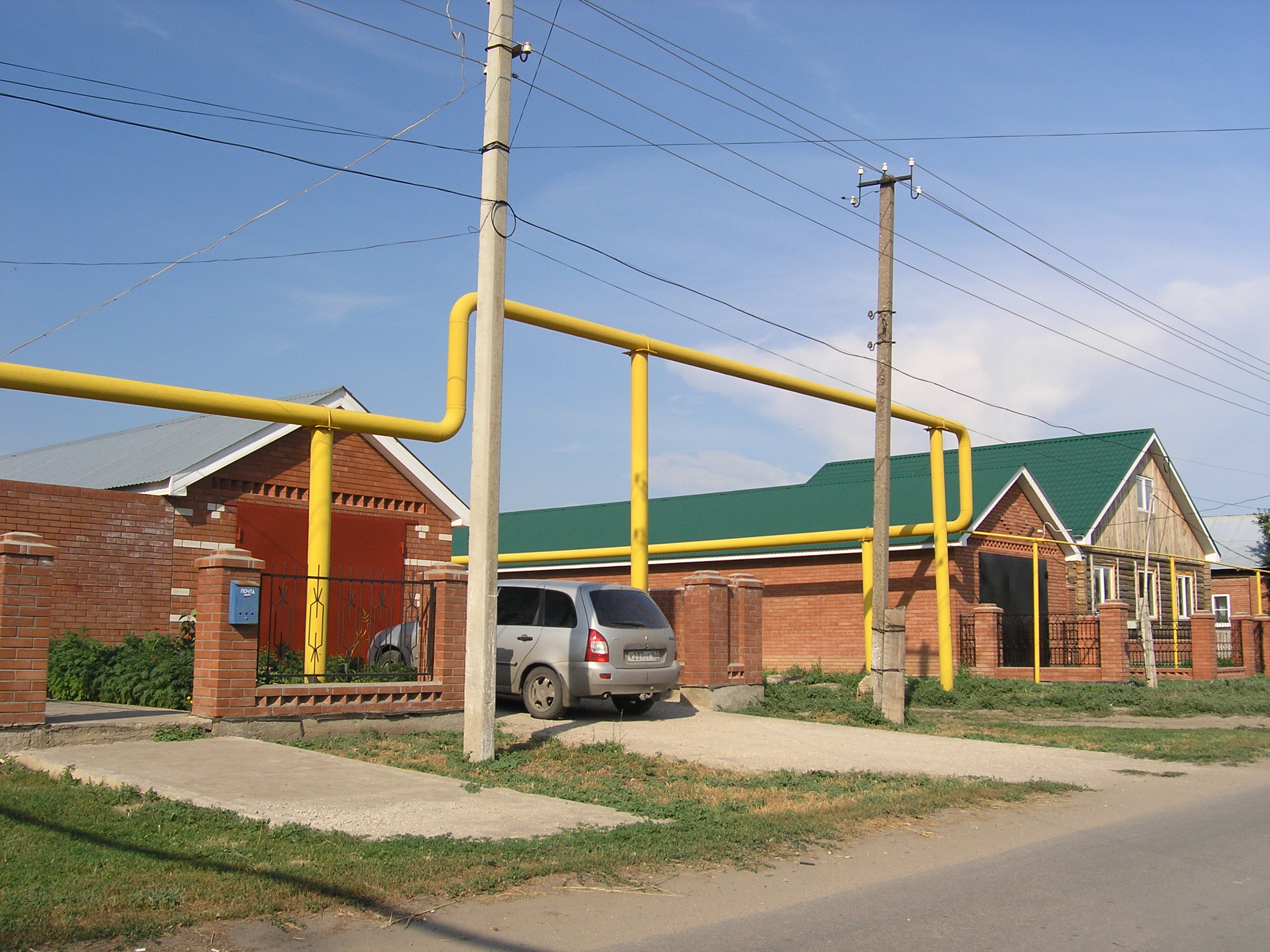
Улица села
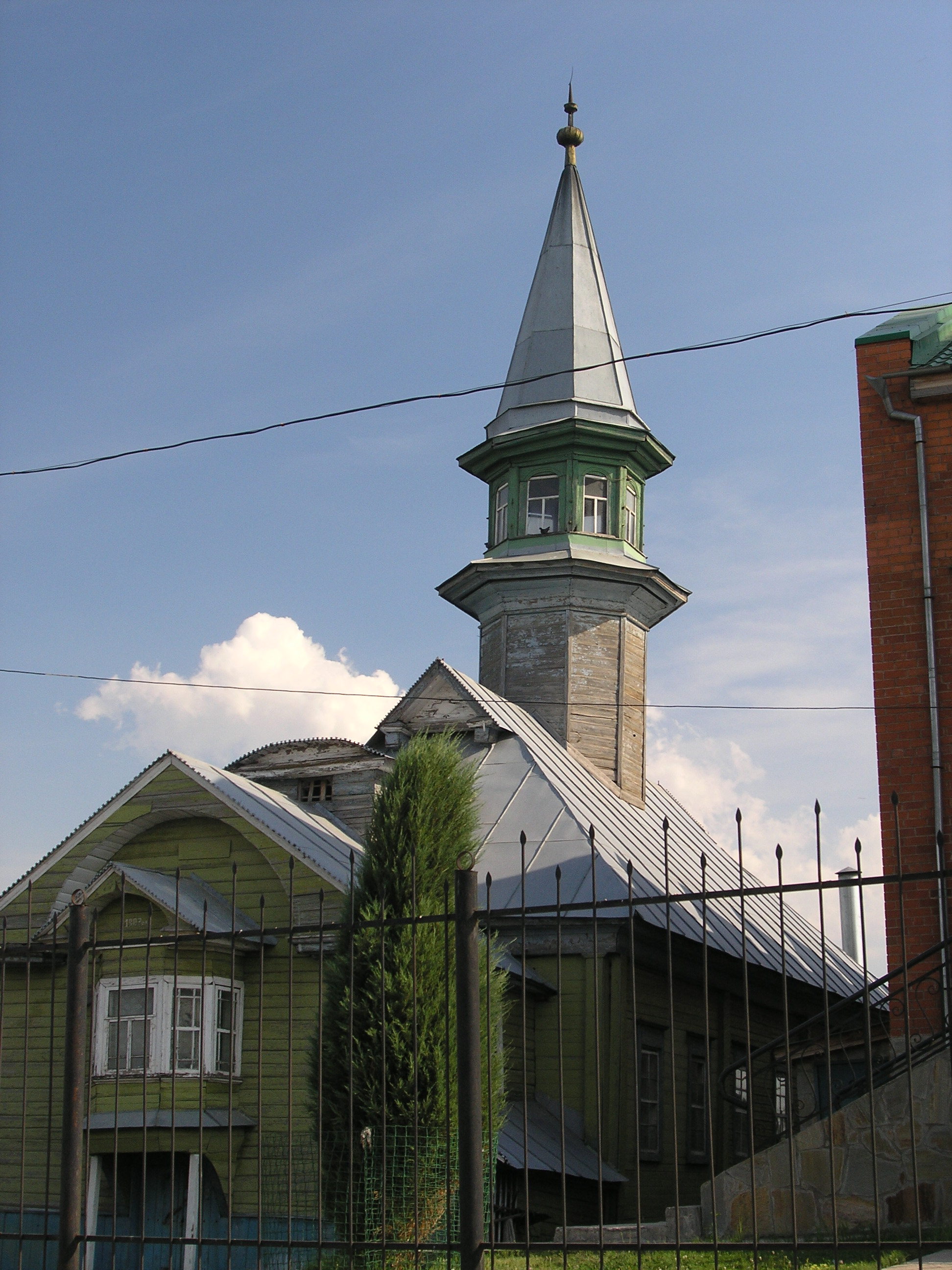
Старая мечеть
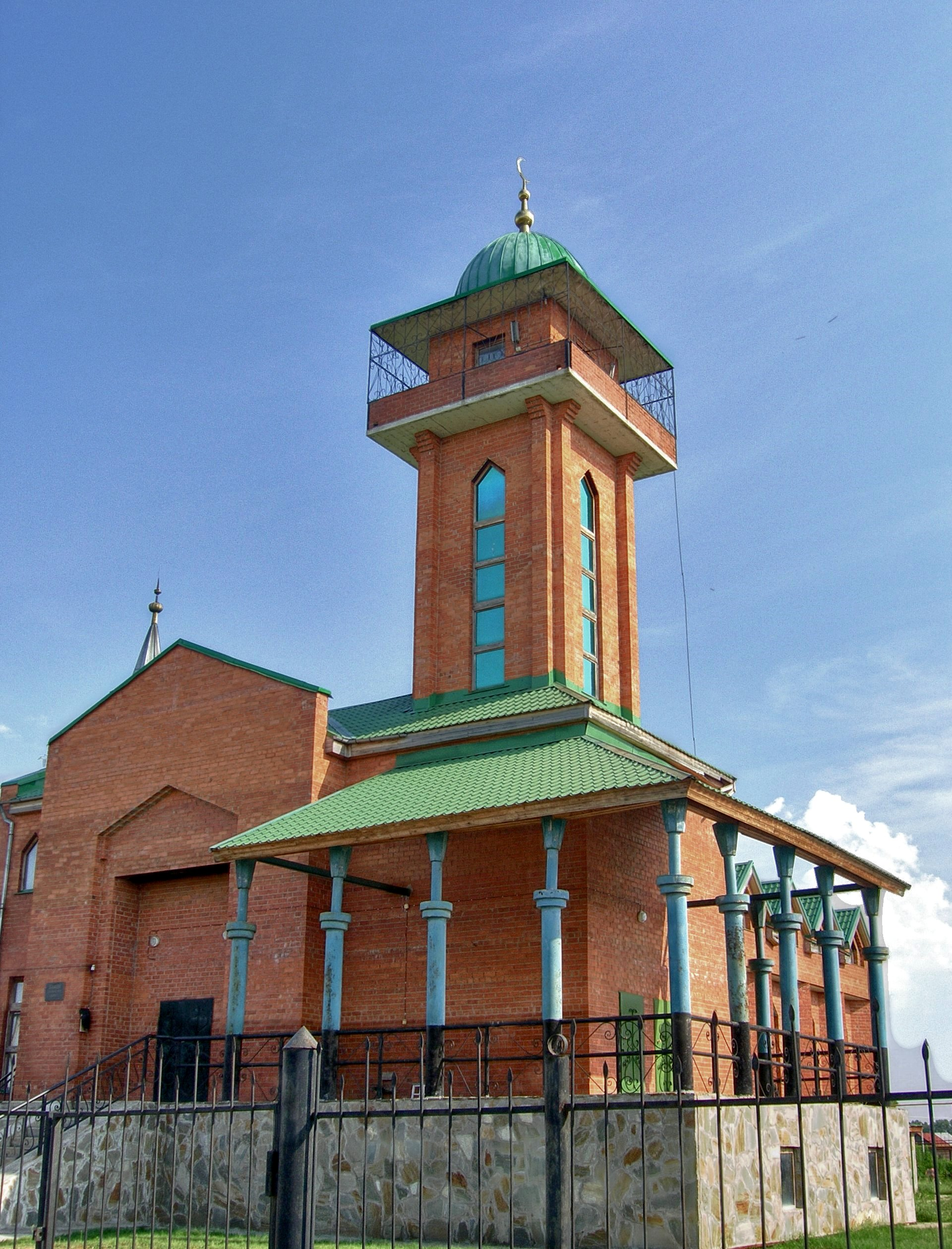
Новая мечеть

| Год  | Численность | Численность |
| ---- | ----------- | ----------- |
| 1859 | 2856        | [ 3 ]       |
| 1889 | 5117        | [ 4 ]       |
| 1897 | 4829        | [ 5 ]       |
| 1910 | 6097        | [ 6 ]       |
| 2010 | 2479        | [ 7 ]       |
| 2012 | 2635        | [ 8 ]       |
| 2013 | 2743        | [ 9 ]       |
| 2014 | 3012        | [ 10 ]      |
| 2015 | 3144        | [ 11 ]      |
| 2016 | 3300        | [ 12 ]      |
| 2017 | 3457        | [ 13 ]      |
| 2018 | 3544        | [ 14 ]      |
| 2019 | 3632        | [ 15 ]      |
| 2020 | 3701        | [ 16 ]      |
| 2021 | 3827        | [ 1 ]       |

- Улица села
- Старая мечеть
- Новая мечеть